# Rhodohypoxis
Rhodohypoxis es un pequeño género de 6 especies perennes y bulbosas de la familia Hypoxidaceae, nativas de Sudáfrica, particularmente de la región de las montañas Drakensberg. Está estrechamente relacionado al género Hypoxis. De hecho, las especies de Rhodohypoxis fueron dispuestas en el género Hypoxis hasta 1914, cuando Gert Cornelius Nel reconoció que estas plantas herbáceas con flores de color rosado eran diferentes de sus contrapartes de tépalos amarillos y perigonio con forma de estrella. Nel estableció entonces el género Rhodohypoxis para acomodar las plantas de "Hypoxis" con flores blancas, rosadas o rojas. En aquel momento, este taxónomo reconoció únicamente dos especies, R. baurii y R. rubella. El prefijo "Rhodo" se refiere al color rosado de las flores de este género, e "Hypoxis" a la similitud estructural con las plantas de este taxón.

## Descripción
Las plantas de Rhodohypoxis son pequeños geófitos perennes hasta de 15 cm de altura que pierden su parte aérea y permanecen en reposo durante el invierno. El órgano de reserva subterráneo es un rizoma. Cinco a diez hojas crecen del ápice de cada rizoma. Estas hojas triangulares, linear-lanceoladas a filiformes son de color verde brillante u opaco y son usualmente pilosas en grados variables de acuerdo a la especie y a la edad de la planta. El número de inflorescencias por planta es proporcional al número de hojas y llegan hasta 10 por planta. Los pedúnculos son largos y erectos y llevan una flor solitaria.
Las flores son hermafroditas, con 6 tépalos dispuestos en dos series. Los tres internos son un poco más angostos que los externos. Los segmentos del perigonio son blancos, rosas o rojos o variegados de rosa y blanco. Los tépalos están fusionados en su base formando un corto tubo perigonial. En el extremo del tubo, los tépalos se flexionan hacia adentro hasta casi converger, cerrando de ese modo la garganta de la flor. Por sobre la garganta, los segmentos del perianto se abren hacia afuera y son persistentes aún después de la fertilización. El androceo está compuesto por 6 estambres dispuestos en dos series que se originan en el tubo del perigonio. Las anteras quedan escondidas dentro del tubo ya que los filamentos son cortos o nulos. El ovario es trilocular y contiene 4 a 6 óvulos con placentación axilar. El estilo es muy corto y lleva un estigma trilobulado. El fruto es una cápsula con paredes delgadas, pariráceas. Las semillas son redondas a ovales, negras y brillantes. Las plantas florecen entre primavera y verano.

## Distribución y ecología
La distribución del género Rhodohypoxis está centrada en la región oriental de los Montes Drakensberg en Sudáfrica. R. baurii y R. milloides presentan una distribución más amplia llegando hasta las montañas del este de Sudáfrica. R. baurii var. confecta es el taxón más variable del género y el más ampliamente distribuido, llegando hasta Lesoto y Suazilandia. R. thodiana y R. incompta, en cambio, presentan una distribución sumamente restringida y se hallan seriamente amenazadas. Ambos taxa se encuentran protegidos en el pargue uKhahlamba Drakensberg. 
Las regiones que habitan estas especies se caracterizan por veranos bastante húmedos, inviernos secos y temperaturas frías a templadas. En invierno las heladas ocurren casi a diario, mientras que el fuego contribuye a la preservación florística y ecológica de estas montañas. Las plantas de Rhodohypoxis son capaces de soportar tanto las heladas como el fuego gracias a poseer rizomas como estructura subterránea de reserva y un patrón de crecimiento estacional. 

## Importancia económica
Por sus bellas y coloridas flores, las especies de Rhodohypoxis se utilizan como ornamentales en muchos países, existiendo numerosas variedades en el comercio. La especie más comúnmente cultivada es Rhodohypoxis baurii. Debido a que los tépalos no se marchitan luego de la fertilización, como ocurre con casi la mayoría de las especies, las plantas de este género suman otro atractivo a su utilización en parques y jardines: un gran período de floración.

## Híbrido intergenérico
Se cultiva un híbrido intergenérico de origen hortícola producido por el cruzamiento entre Rhodohypoxis baurii con Hypoxis parvula. El híbrido en cuestión se denomina Χ Rhodoxis hybrida B.Mathew.

## Taxonomía
El género fue descrito por Gert Cornelius Nel y publicado en Botanische Jahrbücher für Systematik, Pflanzengeschichte und Pflanzengeographie 51: 239, 257, 300. 1914. La especie tipo es: Rhodohypoxis baurii (Baker) Nel

## Especies aceptadas
A continuación se brinda un listado de las especies del género Rhodohypoxis aceptadas hasta septiembre de 2014, ordenadas alfabéticamente. Para cada una se indica el nombre binomial seguido del autor. abreviado según las convenciones y usos.	
- Rhodohypoxis baurii (Baker) Nel
- Rhodohypoxis deflexa Hilliard & B.L.Burtt
- Rhodohypoxis incompta Hilliard & B.L.Burtt
- Rhodohypoxis milloides (Baker) Hilliard & B.L.Burtt
- Rhodohypoxis rubella (Baker) Nel
- Rhodohypoxis thodiana (Nel) Hilliard & B.L.Burtt